# Alcudia de Veo
Pour les articles homonymes, voir Alcúdia.
Alcudia de Veo, en castillan et officiellement (L'Alcúdia de Veo en valencien), est une commune d'Espagne de la province de Castellón dans la Communauté valencienne. Elle est située dans la comarque de Plana Baixa et dans la zone à prédominance linguistique valencienne.

## Géographie

Localisation d'Alcudia de Veo
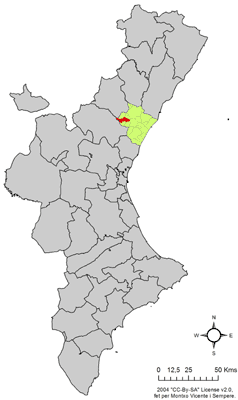
dans la Communauté valencienne.
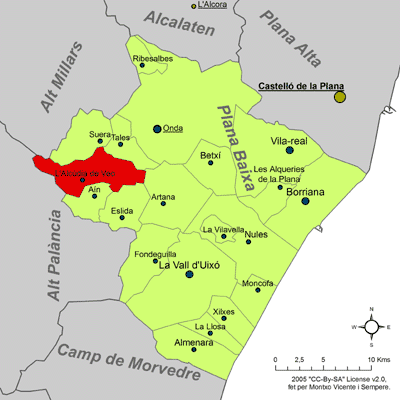
dans la comarque de Plana Baixa.

### Localités limitrophes
Le territoire municipal de d'Alcudia de Veo est voisin de celui des communes suivantes :

## Administration
Liste des maires, depuis les premières élections démocratiques.
| Législature | Nom du Maire           | Parti politique |
| ----------- | ---------------------- | --------------- |
| 1979-1983   |                        |                 |
| 1983-1987   |                        |                 |
| 1987-1991   |                        |                 |
| 1991-1995   |                        |                 |
| 1995-1999   | Mª Carmen Alós Herrera | PSPV-PSOE       |
| 1999-2003   | Mª Carmen Alós Herrera | PSPV-PSOE       |
| 2003-2007   | Mª Carmen Alós Herrera | PSPV-PSOE       |
| 2007-2011   | Mª Carmen Alós Herrera | PSPV-PSOE       |
| 2011-       | Mª Carmen Alós Herrera | PSPV-PSOE       |

## Démographie
| 1990 | 1992 | 1994 | 1996 | 1998 | 2000 | 2002 | 2004 | 2005 | 2013 |
| ---- | ---- | ---- | ---- | ---- | ---- | ---- | ---- | ---- | ---- |
| 197  | 188  | 180  | 181  | 177  | 220  | 203  | 204  | 205  | 214  |

### Sources
- (es) Cet article est partiellement ou en totalité issu de l’article de Wikipédia en espagnol intitulé « Alcudia de Veo » (voir la liste des auteurs).